# Baralia
Die Baralia ist ein etwa 95 km langer westlicher Flussarm der Lokhaitora und des Puthimari Nadi im indischen Bundesstaat Assam.
Die Baralia zweigt im Wildschutzgebiet Bornadi rechts von der Lokhaitora ab. An einem Deich an der Stelle der Flussbifurkation wird der Zufluss in die Baralia offenbar reguliert. Die Baralia fließt in südsüdwestlicher Richtung durch das Tiefland von Assam. Dabei weist der Fluss zahlreiche Flussschlingen und Altarme auf. Zwei größere Nebenflüsse, die in den Vorbergen des Himalaya entspringen, nimmt die Baralia von rechts auf. Bei Flusskilometer 35 passiert der Fluss die Stadt Rangia. Schließlich trifft die Baralia auf den Puthimari Nadi, 3,5 km oberhalb dessen Mündung in einen nördlichen Seitenarm des Brahmaputra. Der Flusslauf durchquert die Distrikte Baksa und Kamrup. Die Baralia entwässert mit ihren Zuflüssen ein Areal von etwa 630 km². Im Westen grenzt das Einzugsgebiet an das der Pagladiya.